# Роттенманн
Роттенманн (нем. Rottenmann) — город в Австрии, в федеральной земле Штирия.
Входит в состав округа Лицен. Население составляет 5111 чел. (на 1 янв. 2021 г.). Занимает площадь 205,48 км². Официальный код — 6 12 63.

## Политическая ситуация
Бургомистр коммуны — Альфред Бернхард (АНП) по результатам выборов 2015 года.
Совет представителей коммуны (нем. Gemeinderat) состоит из 25 мест.
- Социал-демократы (СДПА) занимают 11 мест (16 в 2005 году)
- Народники (АНП) занимают 7 мест (6 в 2005 году)
- «Wir im Ersten» — Erstellen занимает 1 место (0 в 2005 году)
- Зелёные (З-ЗА) занимают 1 места (0 в 2005 году)
- Свобода (АПС) занимает 1 места (3 в 2005 году)